# محمد كسرى
محمد كسرى حكيم (25 أكتوبر 1996 - ) هو لاعب كرة قدم سوداني دولي. يلعب حالياً في المريخ الذي ينشط في الدوري السوداني الممتاز. بالإضافة إلى منتخب السودان لكرة القدم.
شارك مع المنتخب السوداني في كأس الأمم الإفريقية 2021.

## وصلات خارجية
- محمد كسرى على موقع قاعدة بيانات كرة القدم.إي يو (الإنجليزية)
- محمد كسرى على موقع ناشيونال فوتبول تيمز (الإنجليزية)
- محمد كسرى على موقع Soccerway.com (الإنجليزية)